# 电动汽车

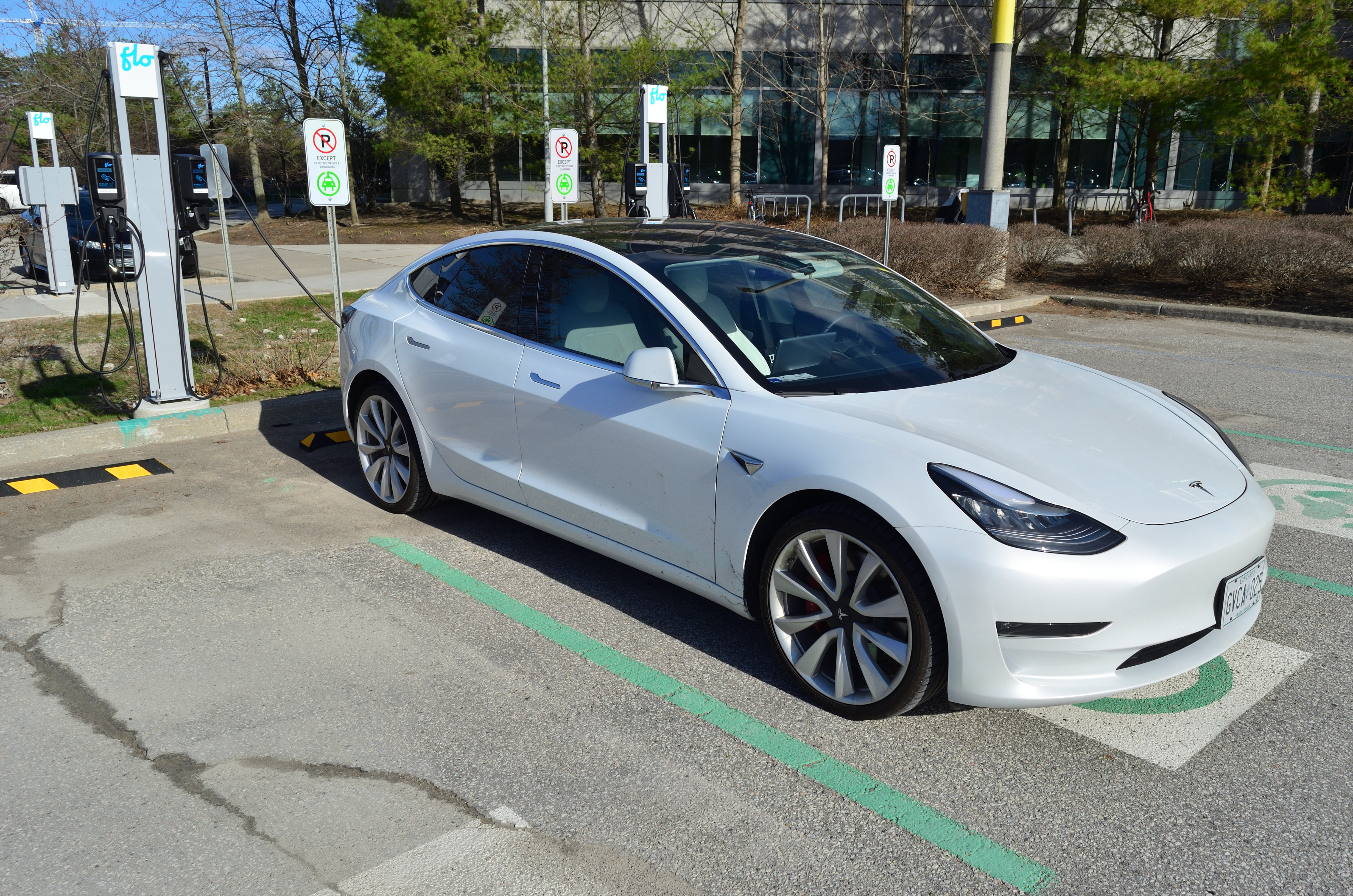
特斯拉Model 3是目前销量最好的电动车

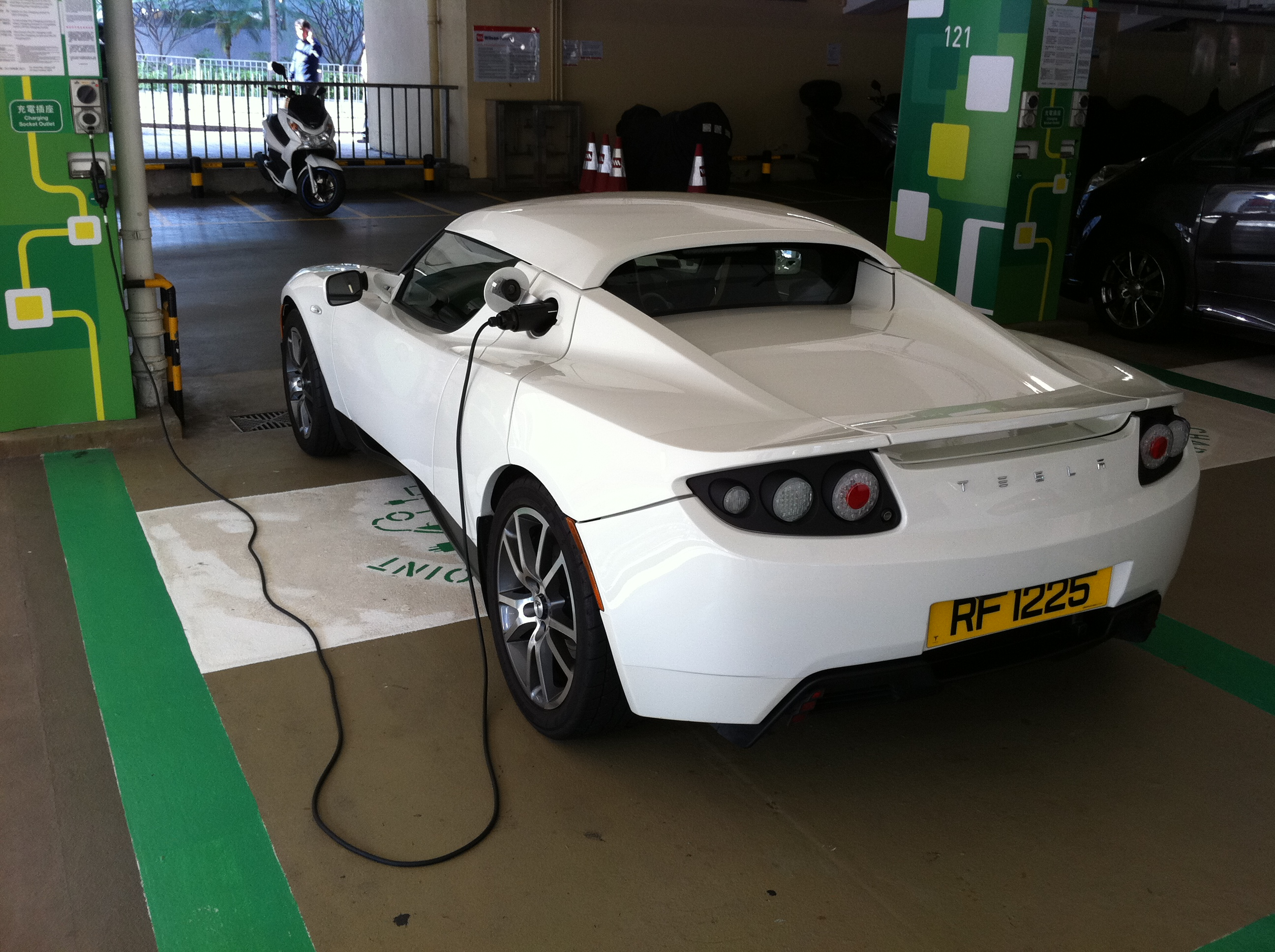
在停車場充電的特斯拉Roadster

电动车（英語：electric vehicle）或电动汽车（electric car）泛指所有能使用电能驱动电动机作为动力的私人轮式車輛。按照动力系统分类，电动车又可细分为純電動車或电池电动车（BEV）、混合动力电动车（HEV）和燃料電池車（FCEV）。行业術語中的「電動車」通常指充电式电动车辆（PIEV），即純電動車和插電式混合動力車（PHEV），但廣義上也可以包括增程電動車（REEV）、太阳能车和燃料电池车。

## 特点
与传统的内燃机汽车（燃油车）相比，从能量密度的角度来看，1（2.2磅）的汽油约含43焦耳（12千瓦·小時）的化学能，而1公斤重的锂离子电池仅可储存0.15千瓦·小時（0.54焦耳）的电能，远低于同重量的化石燃料。但电动机的体积和重量也远低于内燃机，而且不需要导油管、油泵和排气系统等辅助系统，可以省掉大量的设计空间和重量。而且电动车电池理论上只要有电网覆盖的地区就可以进行充电，所消耗的电费成本也远低于石油工业通过开采、精炼、运输和销售后转嫁给消费者的成本，其普及的潜力巨大。但因为电动车大规模发展的历史仍然较短，现有电池技术仍有局限，加上公共充电桩普及度目前仍远低于加油站（燃油车在普及上有近一个世纪的先发优势），所导致的里程焦虑是目前电动车普及的主要障碍。
电动车属于新能源车，車輛整體尾气排放量較低（纯电动车基本上无排放，但供電的發電廠可能會產生温室气体排放和空气污染），行驶时更安靜、反應更靈敏、能量轉換效率優越且不依赖加油站（前提是有可靠便用的充电桩设施或家用电源）。此外，虽然电池的能量密度远不如燃料，但从油箱/电池到车轮的发动机能量转换效率相差很大，汽油车辆的能量转换效率在14~33% ，柴油车辆在28~42%，电动车则在86%以上。这意味着化石燃料虽然能量密度远高于电池，但大部分能量都被转换成无用功（噪音、振动和废气动能等）浪费掉了，而且由于废热问题必须为发动机配备繁琐且占用空间和重量的冷却系统，而电动机则没有这方面问题。此外因为燃油的燃烧并不是完全可控的，内燃机在低速情况下效率不佳，而且车辆停住不动时也需要维持怠速才不会熄火，所以需要变速器和离合器来转化扭矩；而电动机的输出功率和扭矩基本上与电能输入功率是线性关系，可以用单速传动就做到无级变速器的效果。
第二次工业革命出现电气化后，可充电池技术主要以铅酸电池、铬镍电池和汞电池为基础的电池组为主，其能量密度和输出电压与电流都无法满足车辆驱动的实用需求，因此长期以来电动载具仅局限于依赖架空电缆或第三轨供电的电力机车、有轨/无轨电车和单轨电车等通勤轨道交通以及只能低速短程出行的电动机车与电动自行车等轻型单人载具。进入2000年代后，以锂电池为代表的储能单元的能量密度加速提升，部分解决了困扰电动车近一个世纪的续航难题，以特斯拉和比亚迪等中国造车新势力为代表的新兴电动车品牌崛起，一些传统燃油汽车厂商（主要是德系和韩系，以及少量日系）也在加速转型进行电动车的研发和生产。制造技术的进步、产业链的完善和产量提升所带来的规模经济也使得电动车部件（特别是电池）的成本已经大大降低，甚至整车售价已经可以与燃油车持平甚至更低。与此同时，电动车配套的充电桩、电池更换站、燃料电池配套（如加氢站）等基础设施也在加速建设。在中国大陆、美国以及挪威、芬兰等欧洲国家和地区，也给予了不同程度的政策支持，包括现金补贴、低息贷款、无偿土地建厂等。同時一些國家和地區已立法逐步淘汰化石燃料汽車的銷售，以減少空氣污染並緩解氣候變遷。據國際能源總署稱，到2023年，電動車預計將佔全球汽車銷量的近五分之一。

## 历史

### 初期探索（1830～1870年）

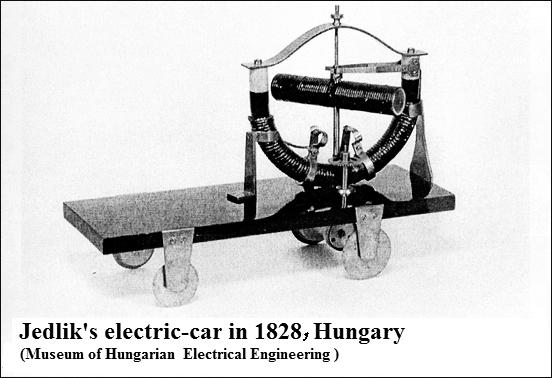
耶德利克·阿纽什在1828年设计的电动车模型

电动汽车的历史比现在最常见的内燃机车要早。匈牙利发明家兼工程师——“直流电机之父”耶德利克·阿纽什最早于1828年在实验室试验了电磁转动的行动装置。美国人托马斯·达文波特于1834年制造出第一辆直流电机驱动的电动汽车。1837年，托马斯因此获得美国电机行业的第一个专利。在1832年至1838年之间，苏格兰人罗伯特·安德森发明了电驱动的马车，这是一辆使用不能充电的初级电池驱动的车辆。1838年，苏格兰人罗伯特·戴维森发明了电驱动的火车。今天在路面上依然行驶的有轨电车是1840年在英国出现的专利。

### 19世纪末的发展（1860～1920年）

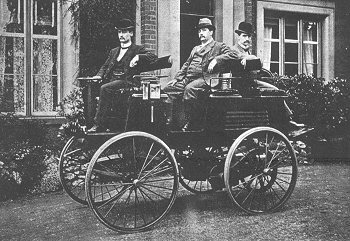
1895年的電動汽車

随着蓄电池技术的发展，电动汽车的运用在19世纪的下半叶在欧美得到了较为广泛的运用。1859年法国物理学家、发明家加斯东·普朗忒发明了可充电的铅酸电池。
1896年，哈特福德電燈公司推出可更換電池的電動貨車，買家只買下車輛，但不包括電池，然後在使用時再以每里計交付充電及保養費。
19世纪末期到1920年是純电动汽车发展的一个高峰。在早期的车輛消费市场上电动汽车比内燃机驱动车辆有着更多优势：无气味、无震荡、无噪音、不用换挡和价格低廉，这形成了以蒸汽、电动和内燃机三分天下的车輛市场。

### 发展停滞（1920～1990年）
随着美国德州石油的开发和内燃机技术的发展，电动汽车在1920年之后渐渐地失去了优势。车輛市场逐步被内燃机驱动的汽车取代。只有少数城市保留着很少的有轨电车和无轨电车以及很有限的电瓶车（使用铅酸电池组，被使用在高尔夫球场、铲车等领域）。电动汽车的发展从此停滞了大半个世纪。随着石油资源不断流向市场，人们几乎忘记还有电动汽车的存在。相对的，运用在电动汽车上的技术：电驱动、电池材料、动力电池组、电池管理等也无法得到发展或运用。

### 复苏期（1990年至今）

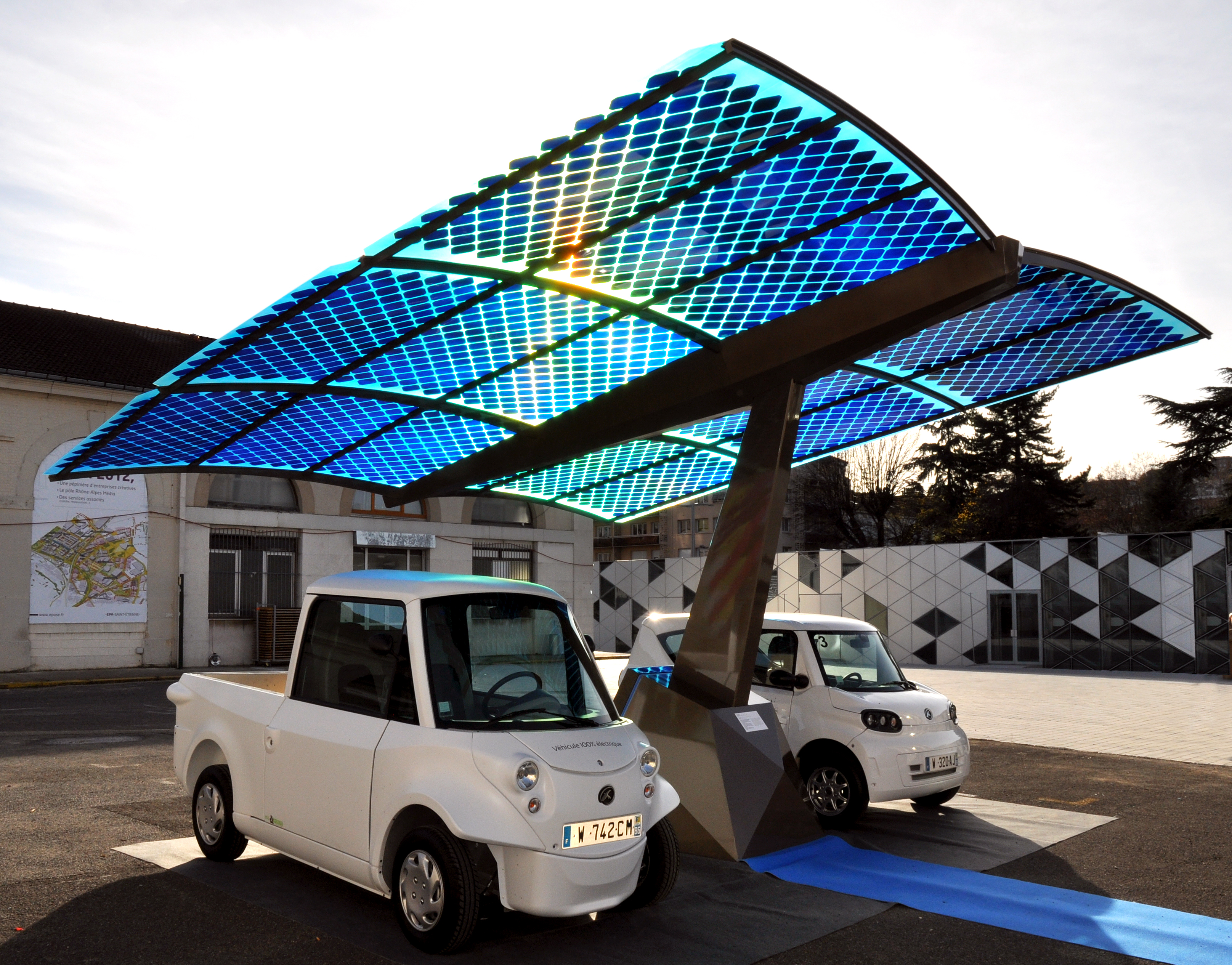
太阳能充電站

随着20世纪晚期石油资源的日益减少、产油国地缘政治不稳定、以及公众对大气污染等环保议题的重视提升，人们重新关注起电动汽车。1990年之前，提倡使用电动汽车主要还是以民间为主，比如1969年建立的民间学术团体组织世界电动汽车协会每一年半在世界不同国家和地区举办专业电动汽车学术会议和展览（Electric Vehicle Symposium and Exposition，EVS）。1990年代开始，随着电池储能单元的发展，以及对矿石能源储量、油价不断升高的担忧，各个主要的汽车生产厂家开始在新能源车领域做出尝试。
在1990年1月的洛杉矶车展上，通用汽车的总裁向全球推介Impact纯电动概念轿车。1992年福特汽车推出钠硫电池的Ecostar，1996年丰田汽车使用镍氢电池的RAV4LEV，1996年法国雷诺汽车的Clio，1997年丰田普锐斯Prius混合动力轿车下线，日产汽车也在同年推出世界上第一辆锂离子电池的电动汽车Prairie Joy EV。1999年本田汽车发布、销售混合动力車本田洞察者。
除了传统汽车制造企业的尝试外，也有新成立的汽車製造企業嘗試。如在2003年美國新成立的特斯拉公司和在中国大陆新成立的比亞迪汽車公司。兩者都以生产純電動車為主。其中特斯拉在2006年推出的Roadster跑车0~60英里加速只要3.9秒，每次充电可行驶400（250英里）；而比亞迪在2008年12月15日推出了以磷酸铁锂电池為主的世界上第一款量产的插電式混合動力車——比亞迪F3DM，直到2010年5月才推出其真正意義上的純電動車比亚迪e6。
2020年代起，有國家和地區已經初步計畫在未來十幾年後禁售燃油車（預定禁止日期大部分在 2030-2040年），往發展電動車的方向去走。2023年2月14日，歐盟的歐洲議會通過法案，2035年起禁售燃油車。

## 核心技术
电动车的技术关键在于“三电”，即电机、电池和电控。虽然其它车辆部件也很重要，但是电动车作为载具，最重要的是这三个与车辆移动运行息息相关的方面。

### 电动机
不同品牌的电动车会有不同的电机设计，比如特斯拉生产的纯电动车通常使用异步电动机，日产聆风和雪佛兰Bolt则使用永磁同步电动机，而比亚迪生产的一些纯电动车和插电混动车则使用直流无刷电动机。相比汽油和柴油发动机，电动机可以产生更高的力矩，同时不需要依赖变速器和离合器来应对加速和怠速时的力矩变化，加速时的反应速度也優于燃油车（燃油车因为变速器运行的原因，通常会有一定滞后）。电动车的电机还可以结合再生制动将已产生的力矩以发电形式回收并储存在飞轮、蓄电池或超级电容内，从而在增强制动效果的情况下还能回收能量，有效延长车辆行驶里程。
因为电动机的能量转换效率的能量转换效率远超基于活塞发动机原理的各种传统内燃机，所产生的废热很少，因此不需要庞大的冷却液-散热器系统来为发动机降温，可以省去大量的空间和重量让给车辆的其它部件。同时电动车在采用二轮驱动设计时不需要拥有传动轴为前后轮分配力矩，如果是四轮驱动则可以采用前后两台电机统一电控的设计也不需要传动轴，这就为底盘和座舱省出了额外的空间。一些特殊设计的电动车（比如仰望U8）甚至可以使用四台电机分别驱动四个轮子，使得各个轮子可以独立运转，更可以灵活应对复杂地形。
电动机相对传统内燃机最大的优势是环保和经济性。虽然不同地区的电费有异，但总体来说电机每百公里的运行成本仍要优于汽车燃油经济性。而且电车能量效率高，运行产生的噪音污染更低，所用的电能也不像燃油车那样必须依赖化石能源，而是可以部分甚至完全利用可再生能源，许多电动车用户甚至可以完全使用私家光伏充电。此外电车运行不需要燃烧也不会产生尾气排放，即使把发电厂造成的温室气体和空气污染也算上，所产生的碳足迹也远小于燃油车赖以运行的石油工业。有许多抵触电动车的组织和个人常常会散布恐惧、困惑和怀疑说法，将生产电动车和发电造成的污染也算入电动车的环境成本，但却往往避谈制造燃油车和采油/炼油造成的环境成本相比之下只高不低。

### 电池组

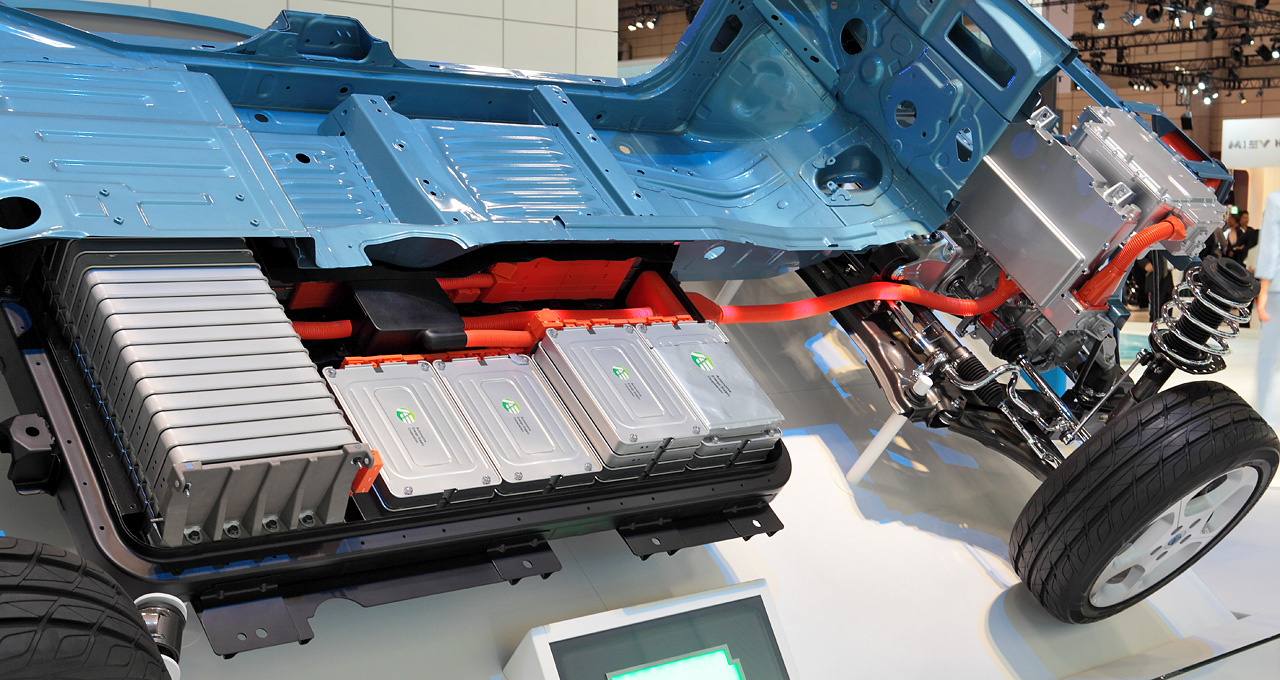
日产聆风的电池组

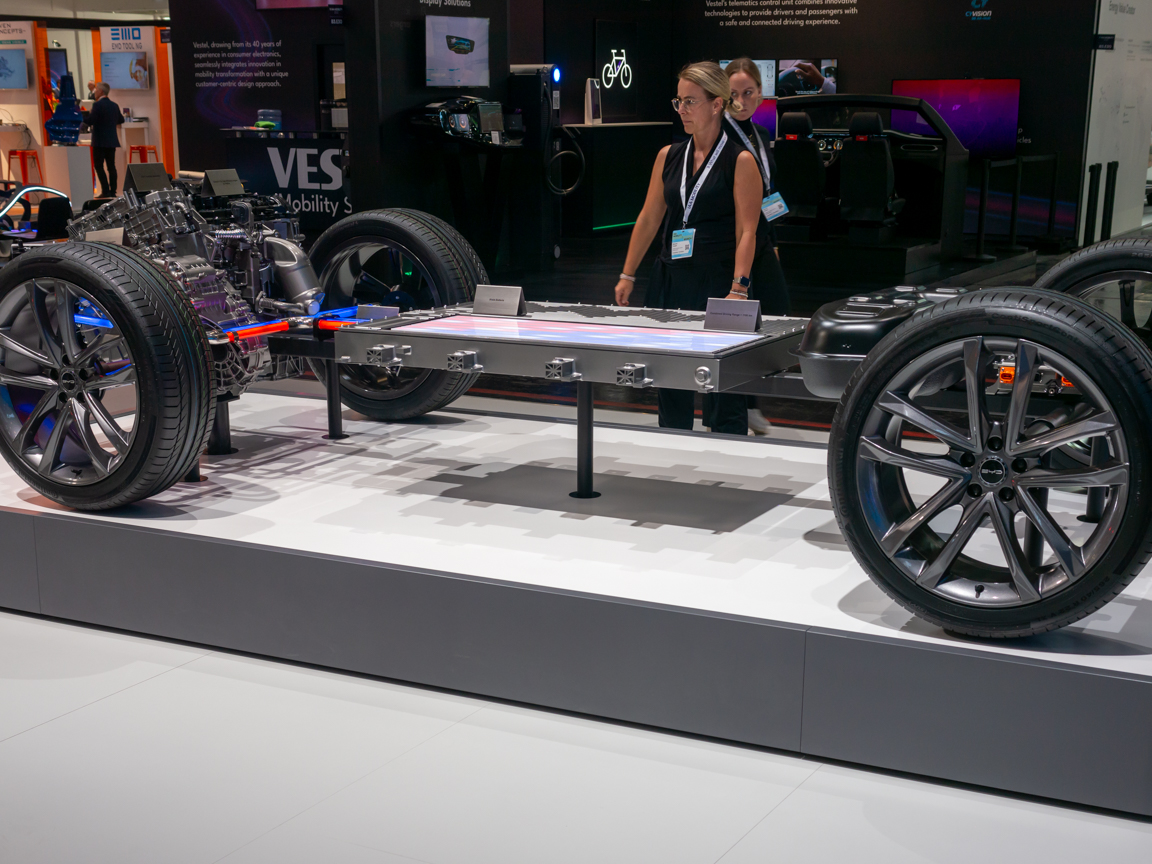
比亚迪在2023年德国国际车展上展示的电池车身一体化（CTB）的刀片电池

电动车电池（electric-vehicle battery，简称EVB）通常是可插入电网充电补能的蓄电池，一般会设计为有较大千瓦小时规格的大容量，因此目前最常见的是能量密度较高的锂电池。与传统燃油车上负责启动、照明及点火（SLI）的汽车蓄电池不同，电动车电池需要能长时间持续输出较高的功率，因此需要是能够深度放电的深循环电池（deep-cycle battery），因此需要较高的功率重量比。因为目前的电池技术与传统的液态化石燃料（汽油和柴油）相比，比能仍然处于劣势，有此造成的里程焦虑也成为电动车普及的最大障碍，虽然未来的固态电池有潜力可能克服这方面的局限。
早期的电动车使用的蓄电池是铅酸电池，后续也有使用镉镍电池、镍氢电池，偶尔也有锌空气电池及纳镍氯化物电池等熔盐电池，但因为其续航能力较差，以蓄电池为基础的电动车辆在1920年代汽油车辆普及后基本上被市场抛弃。从1990年代末开始，因为各种可携式电子产品（比如膝上电脑、平板电脑、PDA、智能手机等）和个人轻型交通工具（如电动摩托车、电动自行车和电动滑板车等）的普及带动了电池技术和性能的提升，锂电池高容量、高功率密度和几乎无记忆效应可在任何电量状态下充/放电等特性使其受到青睐，电动车也因此获益，目前最常使用的电动车电池是锂离子电池和锂离子聚合物电池。到2018年，全电里程超过250英里（400）的电动车（比如Tesla Model S）已商品化，其电池衍生的技术也应用在不同的车辆领域中。
锂电池的制造和原料供应（锂矿以及其它稀土元素）的成本一直是个问题（虽然截至2019年，电池车电池的单位成本已较2010年下降了87%），而且受损或出现短路时容易出现热失控起火有着很大的安全隐患。目前增势最猛的电动车电池是以比亚迪刀片电池为代表的磷酸铁锂电池，虽然能量密度不如锂离子电池，但安全性、电池寿命和深度充/放电性能都具有优势，也被大量使用在光伏储能等领域。
因为电动车电池的电能容量和功率输出都远超传统车辆，因此也可以用来支持许多传统车辆难以做为标准配置的车载电器，比如饮料制冷机、资讯娱乐屏显和电动加热座椅，即所谓“冰箱、彩电、大沙发”的新能源车标配“三大件”。此外，许多新型电动车还支持V2G功能，在停电、户外出行和应急时可以作为备用电源来直接供给其它电器和电动工具的使用。

#### 風險
在電動車在全球極力推廣之後，發現了電動車會有火災風險和難以滅火的問題，原因在於鋰電池，不同於一般的可燃物，多數可燃物本身不提供氧氣，必須仰賴空氣中的氧氣幫助燃燒，鋰電池本身就能提供氧氣有助於燃燒，即便空氣中氧氣非常少，鋰電池依然能夠燃燒，導致難以滅火。

#### 充电接口
全球主要的有线充电技术标准包括：IEC 62196、日本五大整车厂提出的CHAdeMO标准、特斯拉专有插头、联合充电系统（CCS）标准、SAE J1772和中国推荐标准GB/T 20234。

##### 交流電
參考IEC國際標準規範IEC 62196-2
- SAE J1772（又稱Type 1）：北美單相交流電充電標準，主要在北美、中美洲、日本、韓國和台灣採用。
- IEC 62196 Type 2：歐洲單相和三相交流電充電標準，主要在歐洲、南美洲、南非、中東、澳洲和印度、新加坡、香港、台灣等亞洲國家和地區採用。中國大陸GB/T交流電充電標準以此基礎開發但不相容。

##### 直流電
參考IEC國際標準規範IEC 62196-3
- 組合充電系統（CCS）

1. CCS1：衍生自 SAE J1772 在此基礎上增加直流電DC端子實現快速充電，主要用於北美、中美洲、韓國和台灣。
2. CCS2：衍生自 IEC 62196 Type 2 在此基礎上增加直流電DC端子實現快速充電，主要用於歐洲、南美洲、南非、中東、澳洲和亞洲國家和地區。

- CHAdeMO：日本直流電充電標準
- GB/T 20234：中國大陸直流電充電標準

##### 无线充电
- IEC 61980 电动汽车无线电力传输 (WPT) 系统
- SAE J2954 202208 轻型插电式/电动汽车无线功率传输和对准方法
- EN ISO 19363:2021 电动道路车辆：磁场无线电力传输、安全和互操作性要求
- GB/T 38775 电动汽车无线电力传输标准

| 电力供应模式         | 美国               | 欧盟                                        | 日本               | 中国                  |
| -------------------- | ------------------ | ------------------------------------------- | ------------------ | --------------------- |
| 单相交流电 (62196.2) | Type 1 (SAE J1772) | Type 2 （DE、UK） Type 3 （IT、FR，已弃用） | Type 1 (SAE J1772) | Type 2 (GB/T 20234.2) |
| 三相交流电 (62196.2) | Type 2 (SAE J3068) | Type 2 （DE、UK） Type 3 （IT、FR，已弃用） | 不適用             | 不適用                |
| 直流电 (62196.3)     | EE (CCS Combo 1)   | FF (CCS Combo 2)                            | AA (CHAdeMO)       | BB (GB/T 20234.3)     |
| 直流电 (62196.3)     | EE (CCS Combo 1)   | FF (CCS Combo 2)                            | ChaoJi （计划）    |                       |

Notes
1. 1 2  在印度，电池电压小于100伏的“低性能”车辆使用“婆罗多电动车充电器”（Bharat EV Charger）标准：交流充电（230伏×15安，最高10千瓦）时，婆罗多AC-001标准支持IEC 60309三针插口；直流充电（48～72伏×200安，最高15千瓦）时支持中国的GB/T 20234.3标准[19]。
2. 1 2 3  在高性能车上，印度基本上已经采纳了国际标准：交流充电（≥22千瓦）使用IEC 62196 Type 2 connector；直流充电（≥50千瓦）使用CHAdeMO和CCS Combo 2[18]
3. ↑  虽然GB/T 20234.2实质上可以支持三相电，但充电标准不包括使用三相电。

### 电子控制
电控系统被称为新能源汽车的“大脑”，替代了传统变速箱的功能，同时需要能够应对频繁起停和加减速，同时还需要有较大的变速范围，低速/爬坡时要求高转矩，高速行驶时要求低转矩；如果是混合动力车还需要处理电机启动、电机发电、回馈制动回收能量等特殊功能，直接决定了爬坡、加速、最高速度等主要性能指标。
一般来说，电动车的电控系统主要包含三个共性子系统，之间都是通过CAN网络等实现相互通信：
- 整车控制器（vehicle control unit，简称VCU），是各个电控子系统的调控中枢，负责协调和管理整个车的运行状态，也是与驾驶员互动的主要接口，接收各项操作指令、诊断和分析整车及部件状态、以及控制其它子系统的动作；
- 电机控制器（motor control unit，简称MCU），是电动车特有的核心功率电子单元，通过接收整车控制器的控制指令调整电机输出指定的扭矩和转速；
- 电池管理系统（battery management system，简称BMS），主要对电池系统的电压、电流、温度等状态数据进行采集并监测和分析，以便保护电池安全、管理能量控制和行驶信息。

因为电动车有着更大容量电池的能源支持，使其可以装备功能更复杂、更多样化的消费电子产品和车载电脑，并配合各种传感器来辅助防偏离、防撞和盲点监测，或通过无线通信实现OTA软件更新，现在许多概念车甚至在尝试融合无线感测网络、物联网和人工智能来做到自动驾驶。而相比之下，传统燃油车通常很难在将成本和价格控制在大众消费水平的情况下运行这些复杂的电控系统。

## 维修成本
在欧盟和美国（但尚未在中国），由于燃料和维护成本较低，电动汽车的总拥有成本比同等汽油汽车便宜。2024年《消费者报告》对29个汽车品牌的分析发现，特斯拉的维护成本最低；特斯拉是唯一入选的全电动品牌。

## 电动汽车组织
- 世界电动汽车协会（英语：World Electric Vehicle Association）
- 世界纯电动汽车、混合动力车和燃料电池车大会暨展览会（The World Electric Vehicle Symposium and Exposition，EVS）
- 亚太电动汽车协会（The Electric Vehicle Association of Asia Pacific，EVAAP）
- 中国电动汽车百人会

## 图库

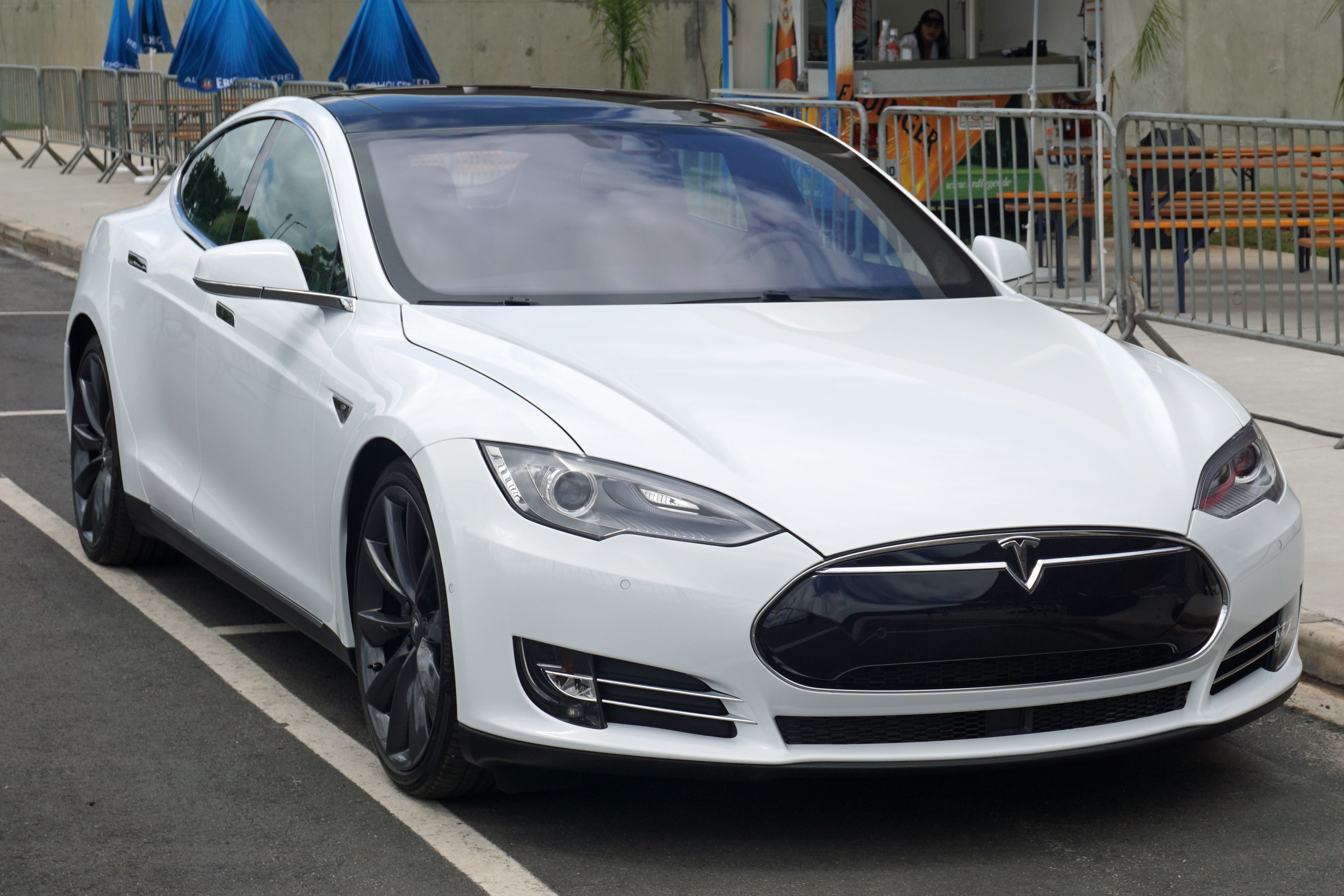
特斯拉Model S
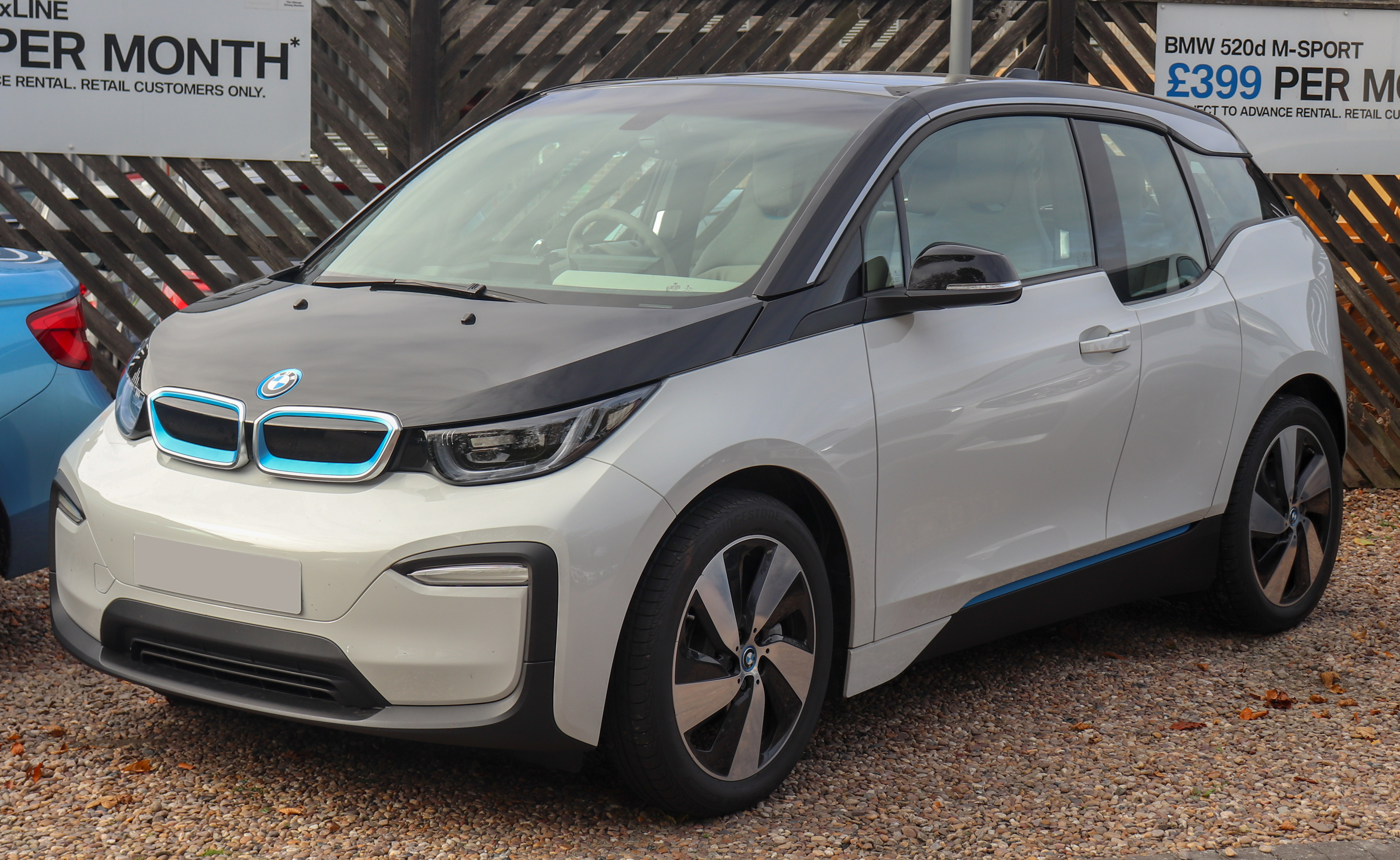
BMW i3
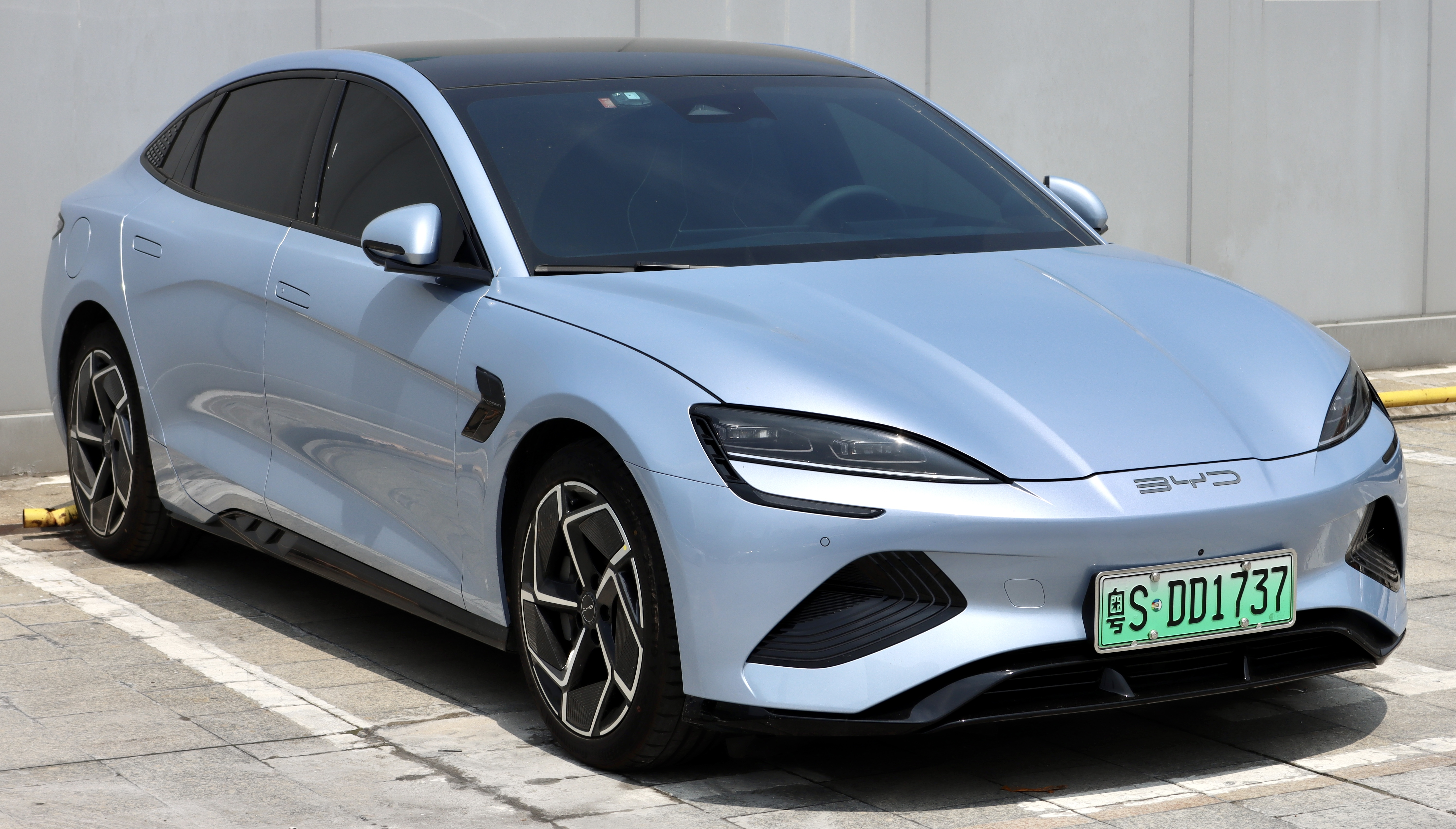
比亚迪海豹
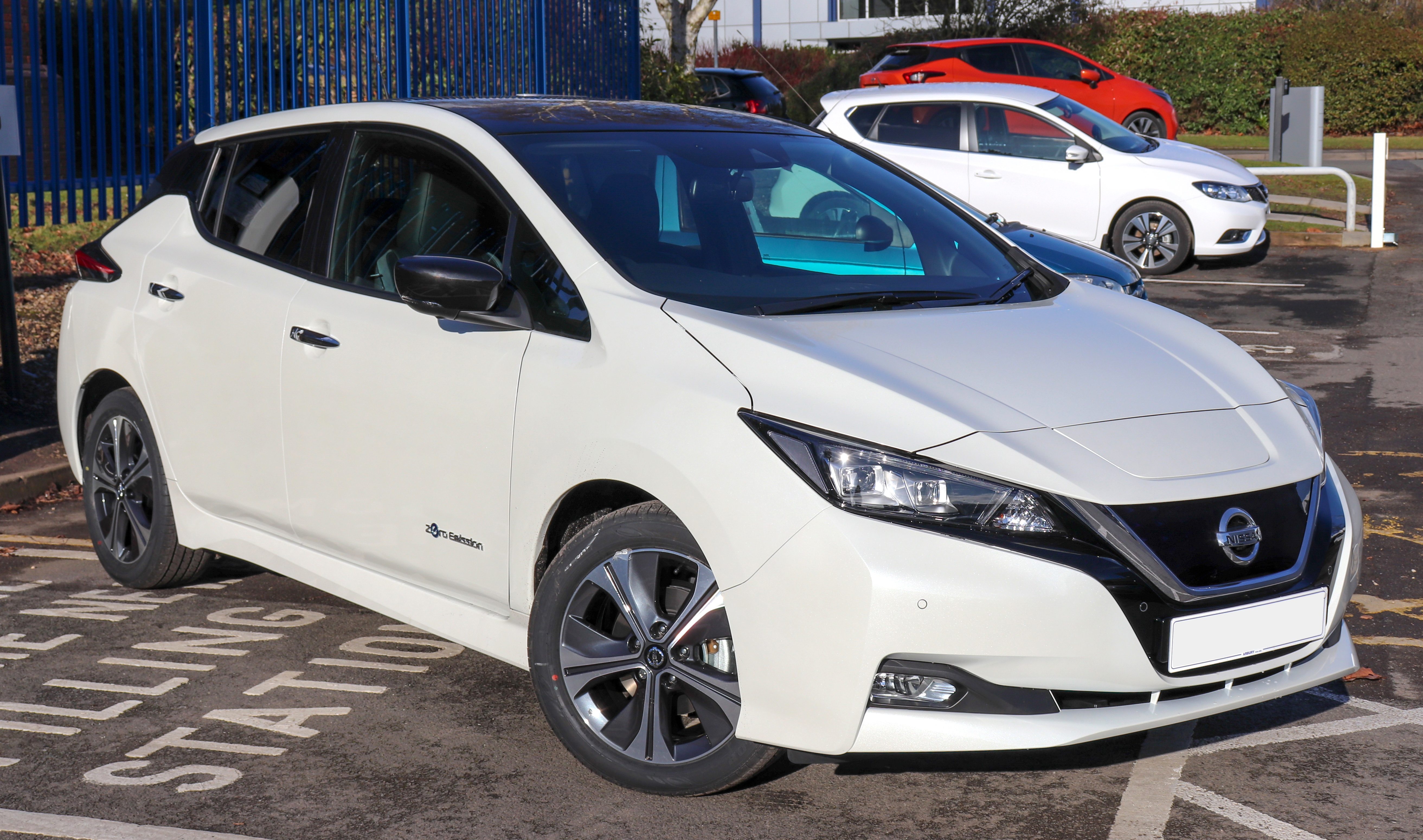
日产聆风
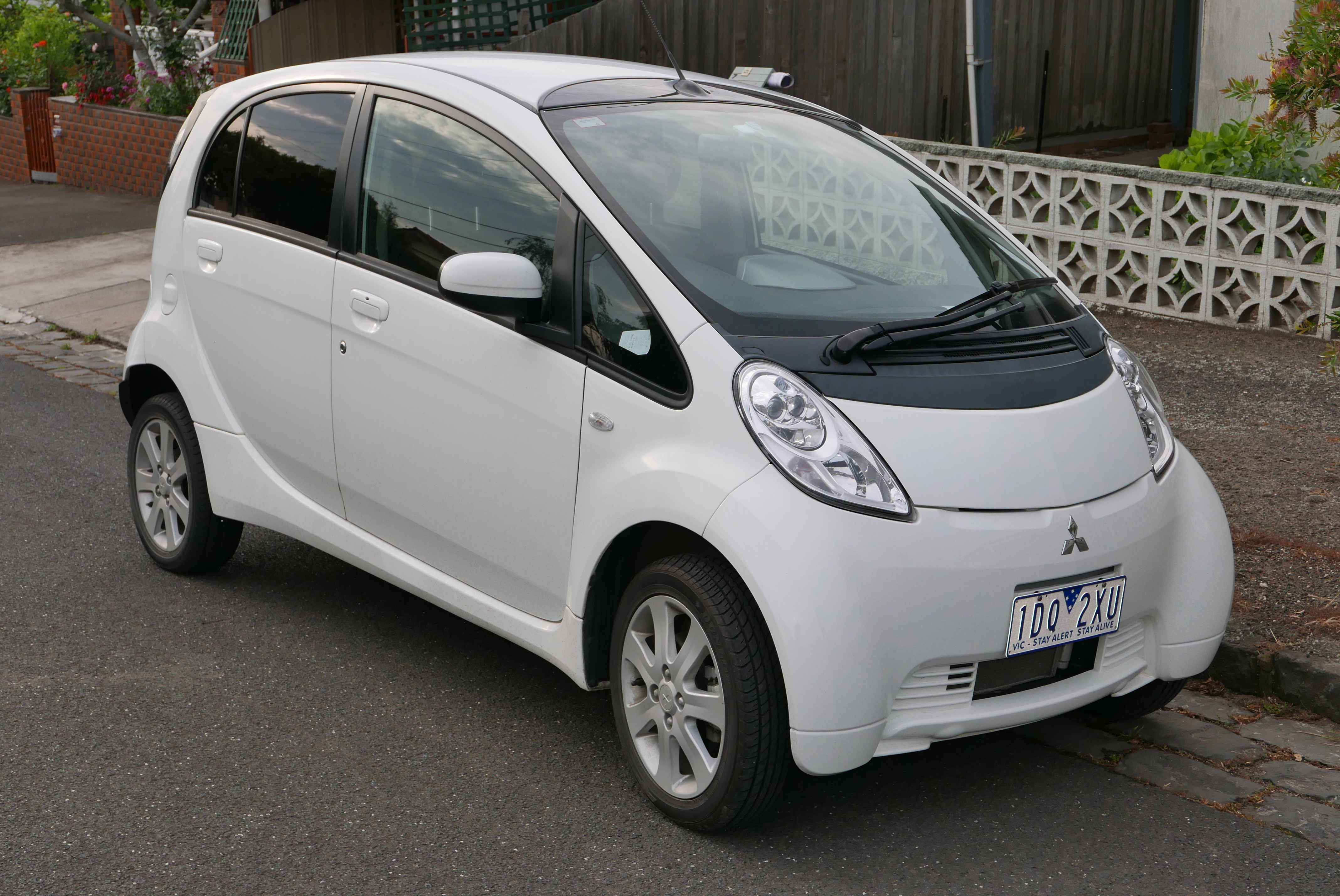
三菱iMiEV
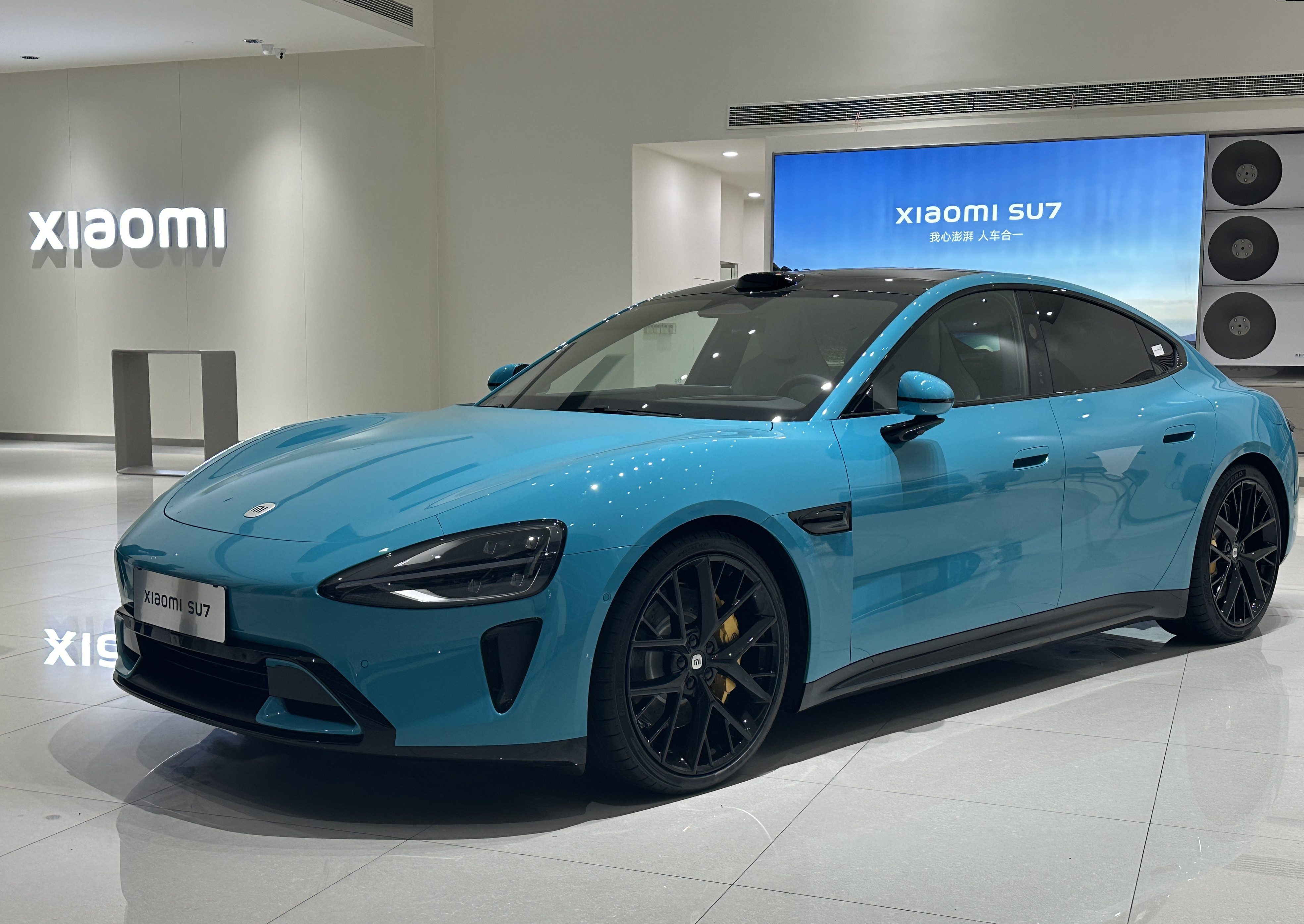
小米SU7